# Quercus mongolica
Quercus mongolica es una especie de árbol perteneciente a la familia Fagaceae.  Está clasificada en la Sección Quercus, que son los robles blancos de Europa, Asia y América del Norte. Tienen los estilos cortos; las bellotas maduran en 6 meses y tienen un sabor dulce y ligeramente amargo, el interior de la bellota tiene pelo. Las hojas carecen de una mayoría de cerdas en sus lóbulos, que suelen ser redondeados. 

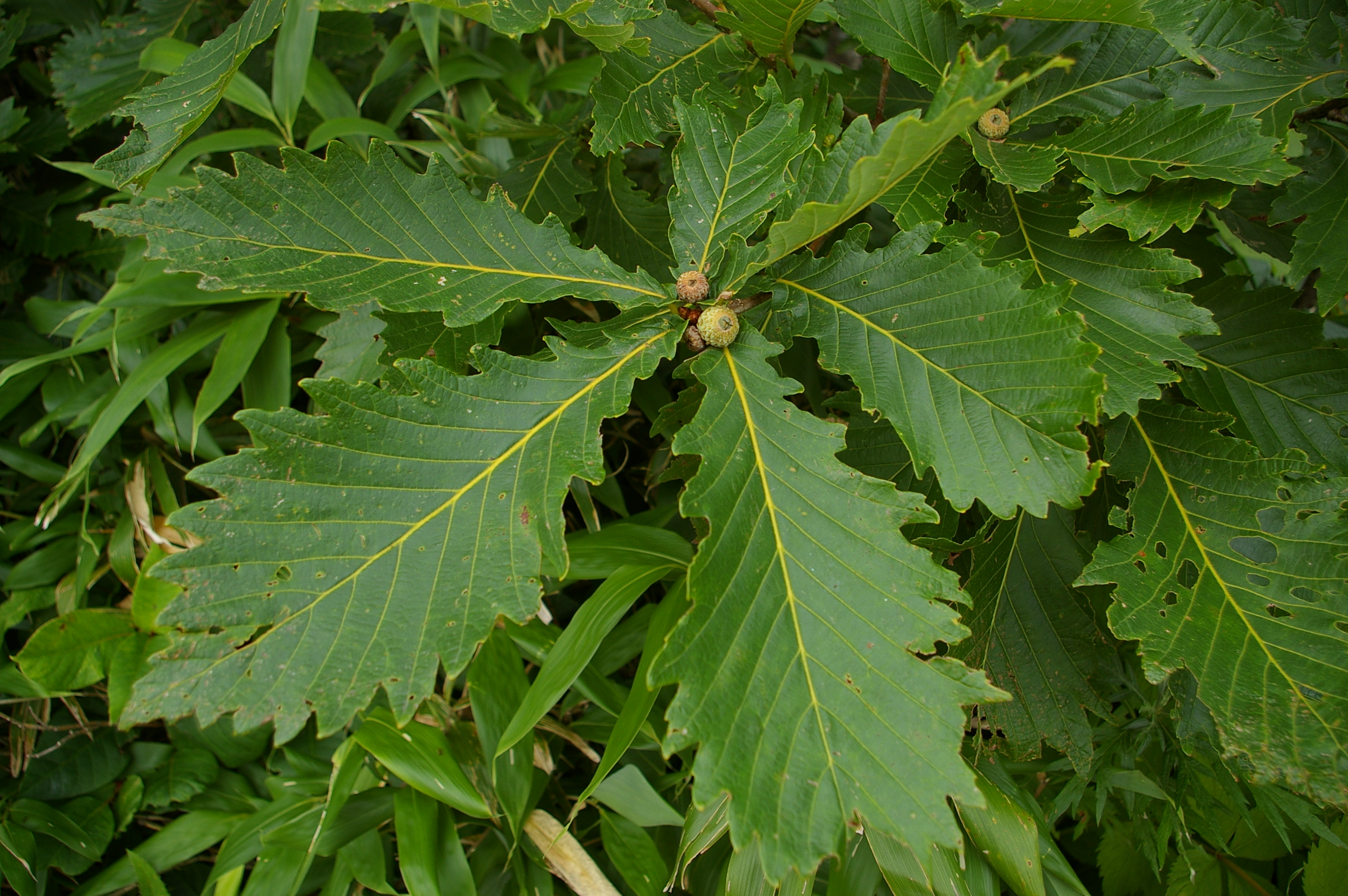
Detalle de las hojas

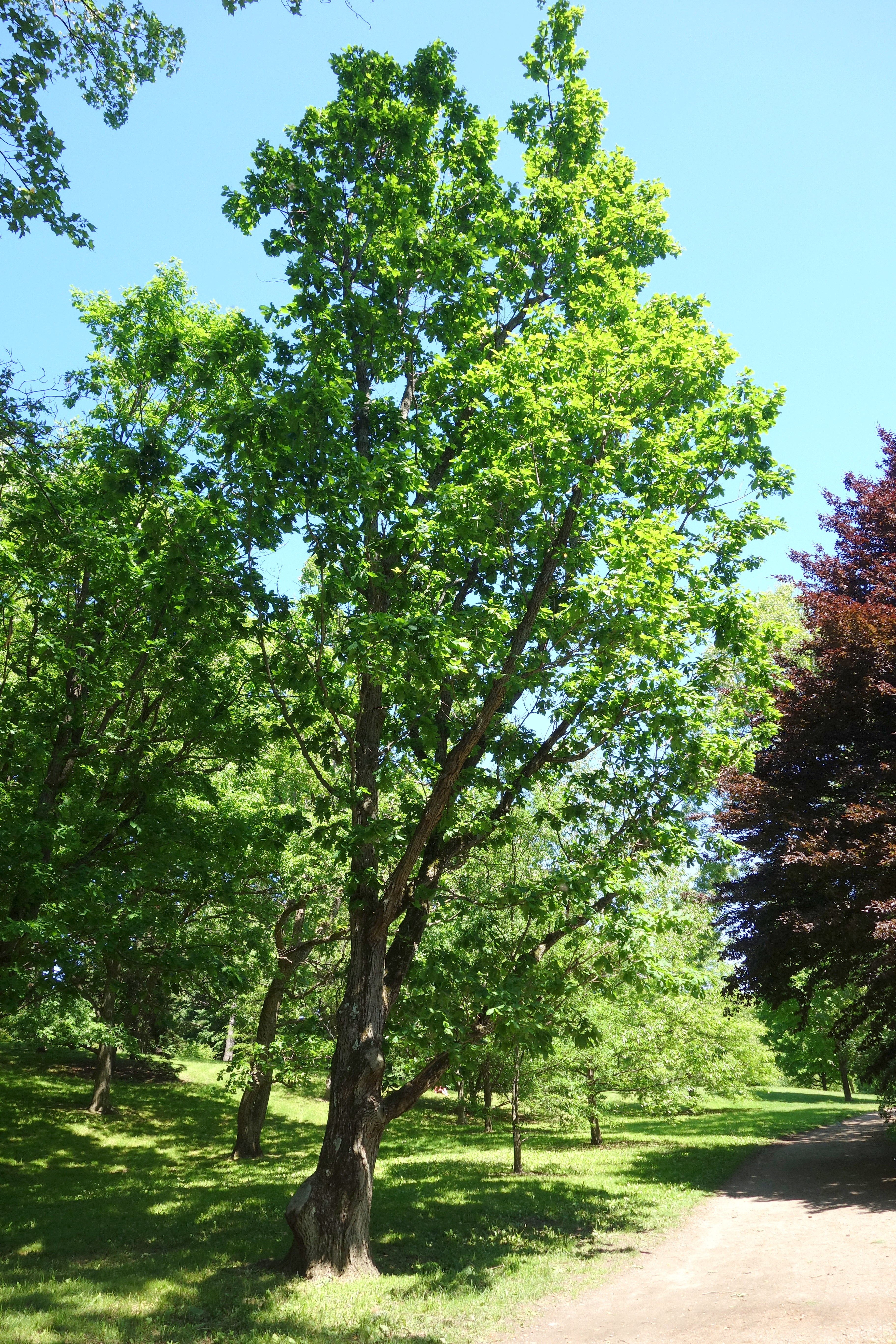
Vista del árbol

## Distribución y hábitat
Es originario de China y está ampliamente distribuido por Japón, sur de las Kuriles, Isla de Sajalín, Manchuria, Corea, este de Mongolia, este de Siberia y Rusia. 

## Descripción
Árbol caducifolio que puede alcanzar hasta los 30 m de altura. Las ramas jóvenes son de color cobrizo, hojas obovadas, glabras y cortamente pecioladas (2 a 8 mm) de unos 5 a 19 cm de largo por 3 a 11 de ancho, con nervaduras pelosas longitudinales. Los márgenes son ondulados o algo aserrados. Las inflorescencias femeninas surgen en las axilas de los brotes jóvenes, en grupos de 4 a 5 flores. El fruto es una nuez ovoide o elipsoide de unos 2 a 2,4 cm por 1,8 a 2 cm. 
 Florece de mayo a octubre.
Sirve de alimento a las larvas  de la especie de lepidóptero Sephisa dichroa.

## Taxonomía
Quercus mongolica fue descrita por Fisch. ex Ledeb.  y publicado en Flora Rossica 3(2): 589. 1850.
Etimología
Quercus: nombre genérico del latín que designaba igualmente al roble y a la encina.
mongolica: epíteto geográfico que alude a su ex localización en Mongolia.
Sinonimia
- Quercus crispula Blume
- Quercus grosseserrata Blume
- Quercus kirinensis Nakai
- Quercus liaotungensis Koidz.
- Quercus sessiliflora var. mongolica (Fisch. ex Ledeb.) Franch.
- Quercus wutaishanica Mayr[3][4]